# Береника (дочь Костобара)
Береника (I век до н. э., Иерусалим — неизвестно) — царевна Иудеи, дочь Костобара и Саломеи (сестры Ирода I Великого).

## Биография
Об её детстве и отрочестве информации практически не сохранилось, да и прочие биографические сведения о ней весьма скудны и отрывочны; известно лишь, что родилась она в городе Иерусалиме незадолго до появления на свет Иисуса Христа. Вышла замуж за своего двоюродного брата, царевича Иудеи, сына Ирода Великого от второй жены Мариамны и последнего представителя династии хасмонеев Аристобула IV, но этот брачный союз, согласно «ЕЭБЕ», был «несчастлив». 
Муж Береники, гордый происхождением от Маккавеев через свою мать Мариамну, часто упрекал жену за происхождение из низших слоев. Береника же нередко жаловалась матери, и это еще больше разжигало неприязнь супругов. В 7 году до нашей эры Аристобул IV и его брат Александр, по приказанию отца Ирода были задушены в Севастии и Береника освободилась от ненавистного брака. 
После смерти Аристобула Береника вновь вышла замуж за Февдиона, дядю Антипатра, сына Ирода Великого по матери. Но и второй её муж был казнён за участие в заговоре против Ирода.
В «Еврейской энциклопедии Брокгауза и Ефрона» в статье «Береника» говорится, что 

«...после этого Береника вышла за Архелая. Вместе с ним она приехала в Рим ходатайствовать перед Августом об утверждении завещания отца и оставалась там до смерти. За время пребывания в Риме она приобрела расположение Августа и дружбу Антонии, жены Друза, которая впоследствии уплатила долги сына Береники, царя Агриппы I.»

Однако в статье «Архелай» этой-же энциклопедии говорится, что Ирод Архелай, после прибытия из Рима в Иудею в качестве правителя, женился на Глафире, вдове своего брата Александра и эта путаница с сёстрами со временем была растиражирована и стала встречаться довольно часто.
Почти ничего неизвестно о Беренике после смерти второго мужа, даже места и даты смерти.